# Läby
Läby is een plaats in de gemeente Uppsala in het landschap Uppland en de provincie Uppsala län in Zweden. De plaats heeft 230 inwoners (2005) en een oppervlakte van 30 hectare.